# Fudbalski savez Crne Gore
Fudbalski savez Crne Gore (serb.-chorw. Фудбалски савез Црне Горе) – ogólnokrajowy związek sportowy działający na terenie Czarnogóry, posiadający osobowość, prawną będący jedynym prawnym reprezentantem czarnogórskiej piłki nożnej, zarówno mężczyzn, jak i kobiet, we wszystkich kategoriach wiekowych w kraju i za granicą. Siedziba związku mieści się w stolicy kraju – Podgoricy. Sponsorem jest Meridian.

## Historia
Związek powstał 8 marca w 1931 roku, lecz do roku 2006 był członkiem kolejno: Jugosłowiańskiego Związku Piłki Nożnej, Związku Piłkarskiego Republiki Jugosławii oraz Związku Piłkarskiego Serbii i Czarnogóry. Członkiem UEFA związek stał się 26 stycznia 2007 roku, a do FIFA przystąpił 31 maja 2007 roku. Pierwszym prezesem został czarnogórski piłkarz – Dejan Savićević.

## Działalność
Związek jest organizatorem Czarnogórskiej Pierwszej Ligi Piłkarskiej (czarnog. Prva crnogorska fudbalska liga), Czarnogórskiej Drugiej Ligi Piłkarskiej (czarnog. Druga crnogorska fudbalska liga), Czarnogórskiej Trzeciej Ligi Piłkarskiej (czarnog. Treća crnogorska fudbalska liga), a także sprawuje pieczę nad Reprezentacją Czarnogóry.